# 榮耀事工協會
榮耀事工協會，簡稱榮耀事工（Glory Ministries），是一個位於臺灣的社團法人組織。由劉代華博士2007年於台北市創辦，登記為社團法人台北市榮耀事工協會。係以基督信仰為主，中心思想乃建基於：基督在我裏面是有榮耀的盼望（聖經 歌羅西書1:27）。透過教育、傳播、出版、培養訓練志工及舉辦或配合各樣活動，關懷各年齡層全人身心靈，以及家庭、社區的健康和諧，幫助世界弱勢族群，恢復人被造原應有的尊貴及榮耀。

## 外部連結
- 榮耀事工協會官網（页面存档备份，存于）
- FB榮耀學習團體
- 榮耀時刻頻道The Glory Moments YouTube Channel （页面存档备份，存于）
- 榮耀時刻頻道The Glory Moments 優酷頻道 （页面存档备份，存于）